# Owi Mahn
Owi Mahn (* 17. Februar 1972 in Gießen) ist ein deutscher Filmemacher und Videokünstler.

## Leben
Der studierte Bauingenieur absolviert seit 2002 ein Studium für Visuelle Kommunikation an der Hochschule für Gestaltung Offenbach am Main. Seine Vordiplomsarbeit war der Kurzfilm Totalschaden, der im November 2005 auf dem Wiesbaden Exground Filmfest veröffentlicht und am 25. März 2009 auch im Hessischen Rundfunk gezeigt wurde. Sein Film Krossmedia feierte ebenfalls 2005 seine Premiere bei den Internationalen Kurzfilmtagen Oberhausen. Mahn beschäftigt sich mit Videoinstallationen und animierten Experimentalfilmen, die thematisch häufig im automotiven Bereich angesiedelt sind.